# Нова (Куйбишевський район)
Нова (рос. Новая) — присілок в Куйбишевському районі Калузької області Російської Федерації.
Населення становить 33 особи. Входить до складу муніципального утворення Село Мокре.

## Історія
Від 2004 року входить до складу муніципального утворення Село Мокре.

## Населення
| 2002 | 2010 |
| ---- | ---- |
| 23   | ↗33  |